# محمد حسين الدرجئي
السيد محمد حسين الدرجئي، فقيه ومحدث شيعي في القرن الثالث عشر الهجري، ومن تلامذة الميرزا الشيرازي، والميرزا حبيب الله الرشتي.

## التعريف
ولد السيد محمد حسين الدرجئي في قرية درجه (بالفارسي: دُرْچه) وهي من توابع أصفهان والده السيد مرتضى فقيه ومحدث في القرن الثالث عشر للهجرة، وهو من السادة الموسوية يعود في نسبه إلى الإمام الكاظم.
درس السيد محمد حسين دروس المقدمات للحوزة عند والده السيد مرتضى، ثم توجه إلى الحوزة العلمية في أصفهان، ومن ثم حوزة النجف وأكمل دراسته حتى بلغ درجة الاجتهاد في العلوم الدينية، وقد تتلمذ على يد الميرزا محمد حسن الشيرازي، والميرزا حبيب الله الرشتي. وبعد أن أكمل دراسته رجع إلى أصفهان وانشغل بالتدريس والتبليغ،  وتوفي يوم الجمعة الموافق 27 محرم سنة 1336 هـ، وبعد التشييع دفن في مقبرة تخت فولاد في أصفهان إلى جانب الملا إسماعيل خواجوئي،.  كما أنه شقيق لكل من السيد محمد باقر الدرجئي  والسيد مهدي الدرجئي.

## الأعمال
ترك السيد محمد حسين الدرجئي أعمالا في مجال الفقه وأصول الفقه والكلام والرجال،:  فمنها:
- حاشية وتعليق على الرسائل للشيخ الأنصاري
- حاشية وشرح مفصل للرسائل للشيخ الأنصاري
- أعمال في علم الأصول وعلم الكلام
- فهرس دقيق عن الفقه ومختلف أبوابه

## الهوامش
1. ↑  مهدوی، اعلام اصفهان، 1386ش، ج2، ص768.
2. ↑  درچه‌ای، ستاره‌ای از شرق، 1383ش، ص852.
3. ↑  مهدوی، اعلام اصفهان، 1381ش، ج2، ص769.
4. ↑  درچه‌ای، ستاره‌ای از شرق، 1383ش، ص860.
5. ↑  آقابزرگ تهرانی، نقباء البشر، مشهد، ج2، ص656.
6. ↑  مهدوی، مصلح‌الدین، تذکرة القبور، 1348ش، بخش2، ص189؛ مهدوی، دانشمندان و بزرگان اصفهان، 1384ش، ج1، ص368.
7. ↑  آقابزرگ تهرانی، نقباء البشر، مشهد، ج2، ص656؛آقابزرگ تهرانی، الذریعة الی تصانیف الشیعة، 1403ق، ج4، ص372.
8. ↑  درچه‌ای، ستاره‌ای از شرق، 1383ش، ص857.